# 松井正一
松井 正一（まつい しょういち、1965年（昭和40年）9月12日 - ）は、日本の政治家。栃木県鹿沼市長（1期）。元立憲民主党栃木県議会議員（5期）、元鹿沼市議会議員（2期）。

## 経歴
栃木県鹿沼市出身。1984年栃木県立鹿沼高等学校卒。同年鹿沼市役所に入る。2003年鹿沼市議会議員に当選。2期務める。2008年栃木県知事選挙と同時に行われた栃木県議会議員補欠選挙に民主党公認で立候補し、無投票で初当選。栃木県議を5期務め、立憲民主党の県副代表や幹事長を務めた。
ほか、鹿沼市PTA連絡協議会会長、鹿沼市立中央小学校PTA会長、鹿沼市立西中学校PTA会長などを務めた。
2024年6月9日に行われた鹿沼市長選挙に無所属で立候補。自民党と公明党が推薦した元県議会議長の小林幹夫との新人同士の一騎打ちを制し、初当選を果たした。
※当日有権者数：78,411人 最終投票率：52.72%（前回比：2.87pts）
| 候補者名 | 年齢 | 所属党派 | 新旧別 | 得票数   | 得票率 | 推薦・支持             |
| -------- | ---- | -------- | ------ | -------- | ------ | ---------------------- |
| 松井正一 | 58   | 無所属   | 新     | 24,600票 | 59.99% |                        |
| 小林幹夫 | 70   | 無所属   | 新     | 16,410票 | 40.01% | （推薦）自民党・公明党 |